# Oleszna

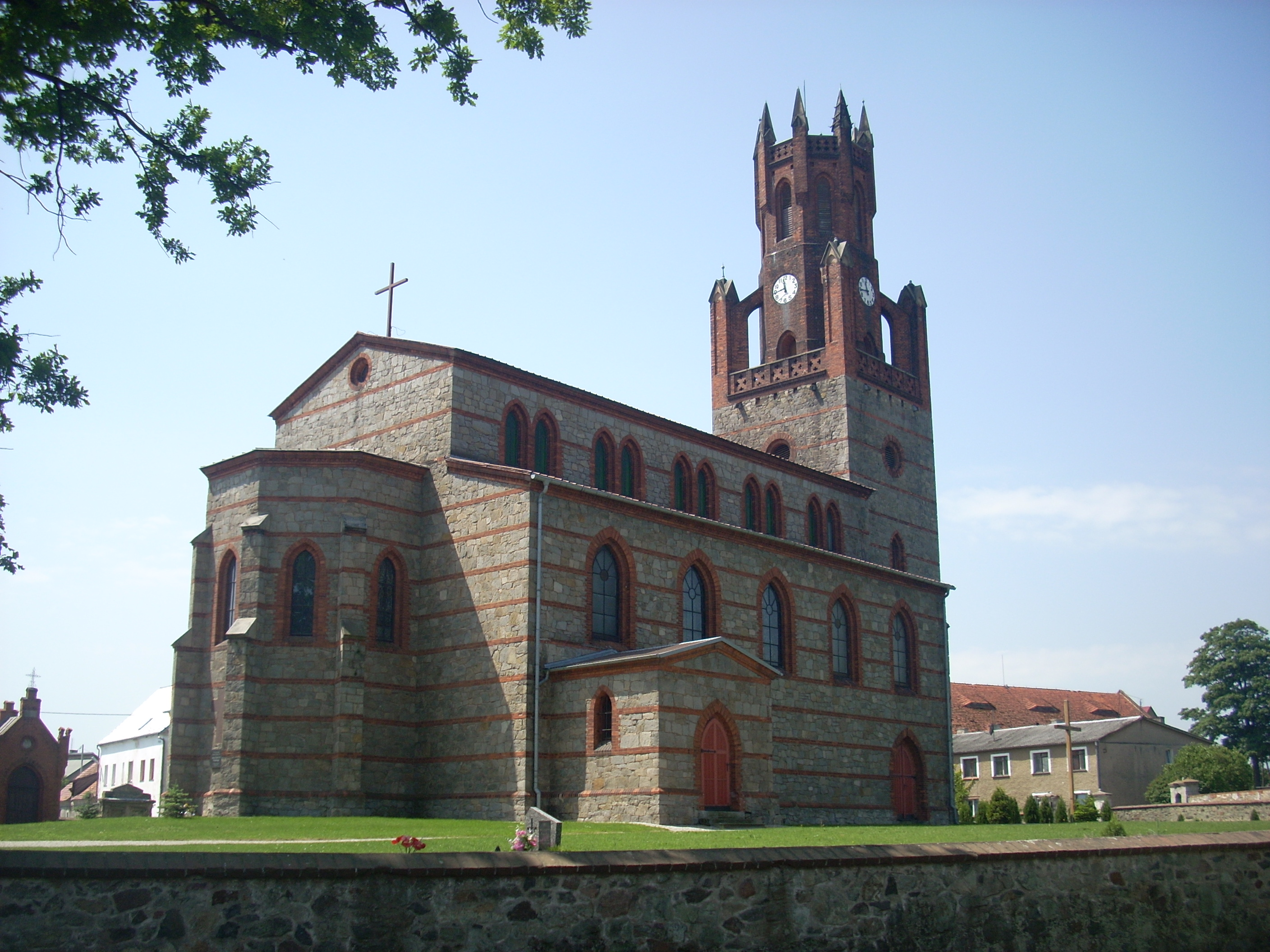
Katholische Filialkirche Mariä Himmelfahrt

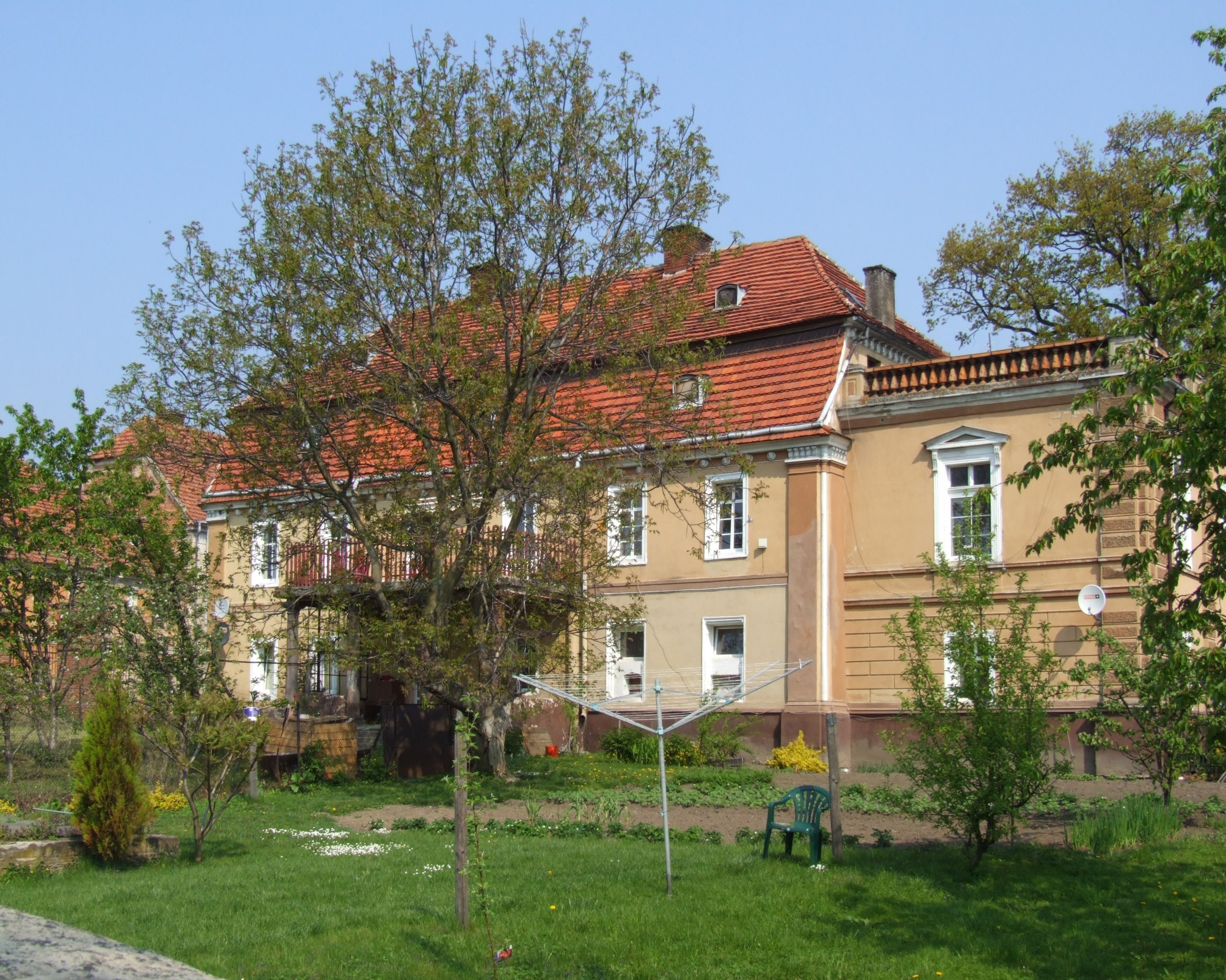
Schloss Langenöls

Oleszna (deutsch Langenöls bei Nimptsch, früher auch Langen-Oels, bzw. Longo-Olecznicz) ist ein Dorf in der Landgemeinde Łagiewniki (Heidersdorf) im Powiat Dzierżoniowski (Kreis Reichenbach) in der Woiwodschaft Niederschlesien in Polen.

## Lage
Der Ort liegt etwa drei Kilometer nordwestlich von Łagiewniki (Heidersdorf), 21 Kilometer nordöstlich von Dzierżoniów (Reichenbach) und 40 Kilometer südwestlich von Breslau. Nachbarorte sind Domaszów und Młynica (Mellendorf) im Westen, Sokolniki (Wättrisch) im Nordosten, Radzików (Rudelsdorf) im Osten, Ratajno (Panthenau) im Süden und Łagiewniki (Heidersdorf) im Südosten.

## Geschichte
Langenöls wurde 1312 in einer Urkunde als „Olsina“ erwähnt und 1431 als „Grosz-Olissa“. Im Zuge der Ostkolonisation erhielt es deutsches Recht. Langenöls war zunächst Kammergut der Brieger Herzöge und wurde dem Amt Nimptsch (seit 1481 dem Amt Rothschloß) zugerechnet. 1352 schenkte es Herzog Bolesław III. dem fürstlichen Klosterstift Leubus, das bis zur Säkularisation 1810 Grundherr von Langenöls blieb. Darauf kam das Gut an das königliche Rentamt Nimptsch. 
Nach dem Ersten Schlesischen Krieg fiel Langenöls mit dem größten Teil Schlesiens 1741/42 an Preußen. Die alten Verwaltungsstrukturen wurden aufgelöst und Langenöls in den Kreis Nimptsch eingegliedert, mit dem es bis zu seiner Auflösung 1932 verbunden blieb.
1845 zählte Langenöls 111 Häuser, ein Lehngut des Josef Fischer ohne Jurisdiktion, drei Freischoltiseien, 1009 überwiegend evangelische Einwohner (291 katholisch), eine evangelische Pfarrkirche mit Widum unter königlichem Patronat, eine evangelische Schule, eine katholische Schule, eine Windmühle, eine Brauerei, eine Brennerei mit Rossmühle, zwölf Leinwebstühle, 33 Handwerker, zehn Händler und 2965 Schafe. Zur Gemeinde gehörte die sogenannte „Salzmühle“, eine Wassermühle mit einem Haus und vier evangelischen Einwohnern. Nach der Auflösung des Landkreises Nimptsch wurde Langenöls 1932 dem Landkreis Reichenbach zugeschlagen.
Als Folge des Zweiten Weltkriegs fiel Langenöls 1945 mit dem größten Teil Schlesiens an Polen. Nachfolgend wurde es in Oleszna umbenannt. Die deutschen Einwohner wurden – soweit sie nicht schon vorher geflohen waren – vertrieben. Die neu angesiedelten Bewohner stammten teilweise aus Ostpolen, das an die Sowjetunion gefallen war. Oleszna ist heute Teil der Landgemeinde Łagiewniki. Von 1975 bis 1998 gehörte das Gebiet zur Woiwodschaft Breslau.

## Sehenswürdigkeiten
- Römisch-katholische Filialkirche Mariä Himmelfahrt, bis 1945 evangelische Pfarrkirche
- Friedhofskapelle
- Schloss Langenöls

## Söhne des Ortes
- Martin Rudolph (1908–1993), Bauingenieur, Archäologe und Bauforscher
- Jan Brzeźny (* 1951), Radrennfahrer